# Denise Ho
Denise Ho Wan-see (en xinès: 何韻詩), també coneguda com a HOCC (Hong Kong, 10 de maig de 1977) és una cantant de música cantopop i rock, una actriu i militant social de Hong Kong. Militant LGBT, va ser entre els primers artistes xinesos a anunciar la seva homosexualitat el 2012. La seva militància per la democràcia en canvi li ha creat molts problemes amb la premsa i el poder comunistes a partir del 2014. El 8 de juliol del 2019, va comparéixer a Ginebra davant el Consell de Drets Humans de l'ONU, amb relació a la crisi política que afecta Hong Kong.

## Joventut i educació
Ho va néixer a Hong Kong. Els seus dos pares eren professors. Va començar la seva educació primària a la Diocesana Girls' Junior School. El 1988, es va traslladar amb els seus pares a Montreal, Canadà. Ho va assistir primer al "Collège Jean de la Mennais", una escola primària i secundària a La Prairie, a la riba sud de Mont-real, després va assistir al "Collège Jean-de-Brébeuf", una escola secundària preparatòria per a un col·legi catòlic i una universitat privada. Allà, va rebre un Diploma Quebec d'Estudis Universitaris en Arts i Comunicacions.
El 1996, va tornar a Hong Kong per participar en els "New Talent Singing Awards" (NTSA). Després, va començar els seus estudis a la "Université du Québec" à Montréal (UQAM) en disseny gràfic. Va estar inscrita només un semestre abans de tornar a Hong Kong per començar la seva carrera.

## Carrera
1996–1999: comença la carrera
Als 19 anys, Ho es va inscriure als Premis New Talent Singing de 1996 i, per a la seva sorpresa declarada, va guanyar el concurs.

Això li va donar l'oportunitat de conèixer l'Anita Mui, una coneguda cantant de Cantopop
—"reina de les pel·lícules de Hong Kong i... coneguda en el... món de la música pop cantonesa"--
 de qui era fan des de petita, i qui es convertiria en el seu mentor després de la seva victòria. Això va posar en marxa la seva carrera, i en aquest moment va agafar el nom artístic, "HoCC"; això li va donar l'oportunitat de gravar un àlbum, i li va donar un contracte de gravació amb Capital Artists. En el període intermedi entre la victòria de continguts i el seu primer àlbum, Ho va fer una gira com a vocalista de fons amb Mui, i va presentar diversos programes de televisió produïts per TVB.

## 2000–2004: Avenç
Ho va llançar el seu primer àlbum "First" el 2001, en el seu quart any de contracte amb Capital Artists. Produït per Choy Yat Chi de Grasshopper (banda), aquest EP, que conté el seu primer senzill "Thousands More of Me" (千千萬萬個我) i "Home of Glory" (光榮之家), va definir amb èxit l'estil de Ho com la dona independent del rock pop que ha estat fins als últims anys. Va guanyar el premi de "Millor cantant nova" en diverses cerimònies de lliurament de premis aquell any. A l'octubre, Capital Artists va anunciar la fallida, donant lloc al final de l'era del primer segell discogràfic d'Ho.
Després del tancament de Capital Artists, Ho es va unir a EMI el 2002. Encara que només va estar a la companyia durant un breu període de 2 anys, va ser durant aquest temps quan el seu talent musical va florir. Es va unir amb Ying C Foo (英師傅) per al seu primer llançament de segell EMI, Hocc². La cançó "Angel Blues" (天使藍), composta per la mateixa Ho, no només va arribar als primers llocs de les llistes de música, sinó que, segons Ho, també és la seva cançó de "creixement".
Un altre senzill de l'EP, "Rosemary" (露絲瑪莉), escrit per Wyman Wong, va crear considerables controvèrsies en aquell moment, ja que tocava el tema del lesbianisme. Aquesta cançó també va marcar l'inici de la sèrie de cançons de Ho amb temes gais. Després de l'èxit de "Rosemary" (露絲瑪莉), Ho va continuar la història dels dos amants a "Goodbye...Rosemary" (再見...露絲瑪莉) en el seu primer àlbum de llarga durada, "free". {amor}”.
El 2002, els dos senzills de Ho "Angel Blues" (天使藍) i "Goodbye... Rosemary" (再見...露絲瑪莉) van guanyar diversos premis musicals a Hong Kong, inclosos els "CASH Golden Sail Music Awards" (CASH金帆). 音樂獎) - "Millor interpretació vocal d'una artista femenina" per a la cançó "Angel Blues". El mateix any, Ho va guanyar el reconegut "Premi Female Singer Bronze" a la presentació dels premis Ultimate Song Chart (叱吒樂壇流行榜頒獎典禮).
El 2003, Ho va fer un concert "Music is Live" amb Andy Hui, que també és aprenent d'Anita Mui. La seva actuació va guanyar elogis per part de la crítica, i Ho va demostrar al públic les seves habilitats per actuar en directe com a músic. Més tard aquell any, Ho va llançar el seu segon àlbum de llarga durada "Dress Me Up!". Ella va ser acreditada com a productora de l'àlbum, cosa que indica que Ho finalment ha aconseguit el control total de la seva música. El setembre de 2003, la mentora de Ho, Anita Mui, va anunciar que li van diagnosticar càncer de coll uterí. Poc després de l'anunci, Anita va perdre la seva batalla contra el càncer de coll uterí i va morir el 30 de desembre de 2003.
Entre 2003 i 2004, Ho va assumir el paper d'amfitrió del programa setmanal de música en directe de TVB, "Jade Solid Gold". El 2004, va aparèixer al concert "Sammi vs. Sammi" del 2004 de Sammi Cheng com a admiradora de Sammi Cheng fumant cigarrets. La interpretació aclamada per la crítica de Ho en el segment musical curt no només va cridar l'atenció sobre el paper que va interpretar, sinó que també es va consolidar com una gran intèrpret en directe. Al setembre de 2004, Ho va signar un contracte amb East Asia Music.

## 2005–2009: èxit continuat
L'àlbum "Glamorous", que ret homenatge a les superestrelles dels anys 80, es va publicar el gener de 2005. També va marcar l'inici d'una estreta col·laboració entre Ho i la banda de la Green Mountain Orchestra. Va ser nomenada ambaixadora d'estudiants d'Orbis l'any 2005 i va visitar Hainan al juliol. El setembre de 2005, Ho va actuar al musical "Butterfly Lovers" (梁祝下世傳奇) com a principal actriu, productora i directora musical. El seu àlbum del mateix nom li va donar tres senzills número 1: "Becoming a Butterfly" (化蝶), "Lawrence and Lewis" (勞斯．萊斯) i "Coffee in a Soda Bottle" (汽水樽裡的咖啡), que estan tots basats en la història dels Amants de les Papallones, amb possibles temes homosexuals. Aquests senzills la van ajudar a rebre el "Premi de plata de la cantant femenina" a la presentació dels premis "Ultimate Song Chart 2005" (叱吒樂壇流行榜頒獎典禮).
Ho va fer el seu primer concert al Hong Kong Coliseum "Live in Unity 2006" del 26 al 28 d'octubre de 2006. El concert va ser un gran èxit i va ser rebut positivament pel públic. Va decidir fer un segon concert, "Live in Unity 2007", del 19 al 20 de gener de 2007 després de l'èxit del concert original. El seu senzill, "We Stand As One", que porta el nom de l'eslògan dels concerts "Live in Unity", va ser llançat l'11 de gener de 2007. Les gravacions del concert es van publicar més tard el febrer de 2007. Va fer una gira mundial, actuant a Toronto, Canadà i Atlantic City, Nova Jersey.
La gran atenció del públic i la recepció positiva a la seva música la van ajudar a obtenir el "Premi d'or de la cantant femenina" a la presentació dels premis "Ultimate Song Chart 2006" (叱吒樂壇流行榜頒獎典禮). Va cantar la versió xinesa de la cançó d'Ayumi Hamasaki "Secret", coneguda com "Wounded City Secret" (傷城秘密), per a la pel·lícula de 2006 Confession of Pain. Va continuar com a Ambaixadora d'Estudiants d'Orbis el 2006 i va visitar Vietnam, i més tard va crear el seu propi fons benèfic. El 2008 es va publicar un nou àlbum "Ten Days in the Madhouse". Va produir aquest disc des del punt de vista dels marginats de la societat i per conscienciar sobre els problemes de salut mental. Va animar la gent a comprendre i conèixer més sobre les persones amb malalties mentals i les que abans patien malalties mentals, i es preocupen per les seves necessitats i situacions. Ho va fomentar la comunicació entre ells i el públic, en definitiva, per aconseguir l'harmonia social. "Ten Days in the Madhouse" va ser el projecte més ambiciós d'Ho. No obstant això, amb l'estrena d'un documental del director de Hong Kong Yan Yan Mak (Butterfly) i una exposició per a la caritat, Ho va demostrar que un projecte multimèdia d'un músic pot tractar d'alguna cosa més important que les corbates de roba.
El 2009, va seguir el seu pla de l'any anterior i va organitzar un concert gratuït anomenat "La felicitat és gratis" al pati exterior de l'Escola Diocesana de Nens. Va aconseguir reservar la plaça perquè el seu pare hi era professor. Al juny, va començar a rodar una nova sitcom de TVB titulada O.L. Suprem amb Liza Wang. Al juliol, va llançar la seva nova cançó "The Old Testament" (舊約) i va anunciar que celebraria els seus concerts temàtics "SUPERGOO" del 9 al 12 d'octubre d'aquell any. Després dels concerts, Ho va assumir un paper a la nova comèdia escènica "Man and Woman, War and Peace" (男人與女人之戰爭與和平) dirigida per Edward Lam. La comèdia escènica es va presentar del 13 al 16 de novembre al "Kwai Tsing Theatre"" de Hong Kong.

## 2010–2015: Despertar polític
El 2010, Ho va aparèixer a la pel·lícula Life Without Principle dirigida per Johnnie To. El setembre de 2010, el seu primer àlbum en mandarí "Nameless Poem" (無名．詩) va ser llançat a Taiwan i Hong Kong, i va fer concerts "Homecoming" a Hong Kong el desembre de 2010. El 2011, Ho va rebre la seva primera nominació. a la 22a edició dels Golden Melody Awards com a "Millor cantant mandarina".
El 2012, va ser nominada al 49è Golden Horse Award a la "Millor Actriu" per la seva actuació a la pel·lícula "Life Without Principle". El mateix any, va sortir com a gai a la quarta desfilada anual de l'Orgull de Hong Kong, convertint-se en la primera "cantant femenina principal a Hong Kong a sortir de l'armari". Des de llavors, Ho ha participat activament en la lluita pels drets LGBT.
El 2013, Ho va continuar la gira de la seva obra, "Awakening", a Singapur i a moltes ciutats de la Xina. Va llançar el seu segon àlbum en mandarí, "Coexistence", que toca el tema d'estimar els altres malgrat les diferències. Ho va rebre la seva segona nominació als 25th Golden Melody Awards com a "Millor cantant mandarina" el 2014.
A finals de 2014, va sorgir a Hong Kong The Umbrella Movement. Ho era una ferma partidari del moviment, i més tard va ser arrestada quan la policia va netejar els camps de protesta. La seva participació activa en el moviment social a gran escala de Hong Kong la va portar a la llista negra i la prohibia actuar a la Xina.

## 2015-present: artista independent
El març de 2015, el contracte d'Ho amb Media Asia Music (anteriorment anomenat East Asia Music) va expirar. Va anunciar a la seva columna de Facebook i diaris a Apple Daily que es convertiria en una artista independent. Després, va organitzar múltiples esdeveniments pel seu compte: "Reimagine Live", un concert autofinançat a Taiwan i un mercat benèfic local organitzat conjuntament amb Nomad Nomad. Del 19 al 24 d'agost de 2015, també va celebrar un concert autofinançat "Reimagine HK18" a l'estadi "Queen Elizabeth" de Hong Kong.

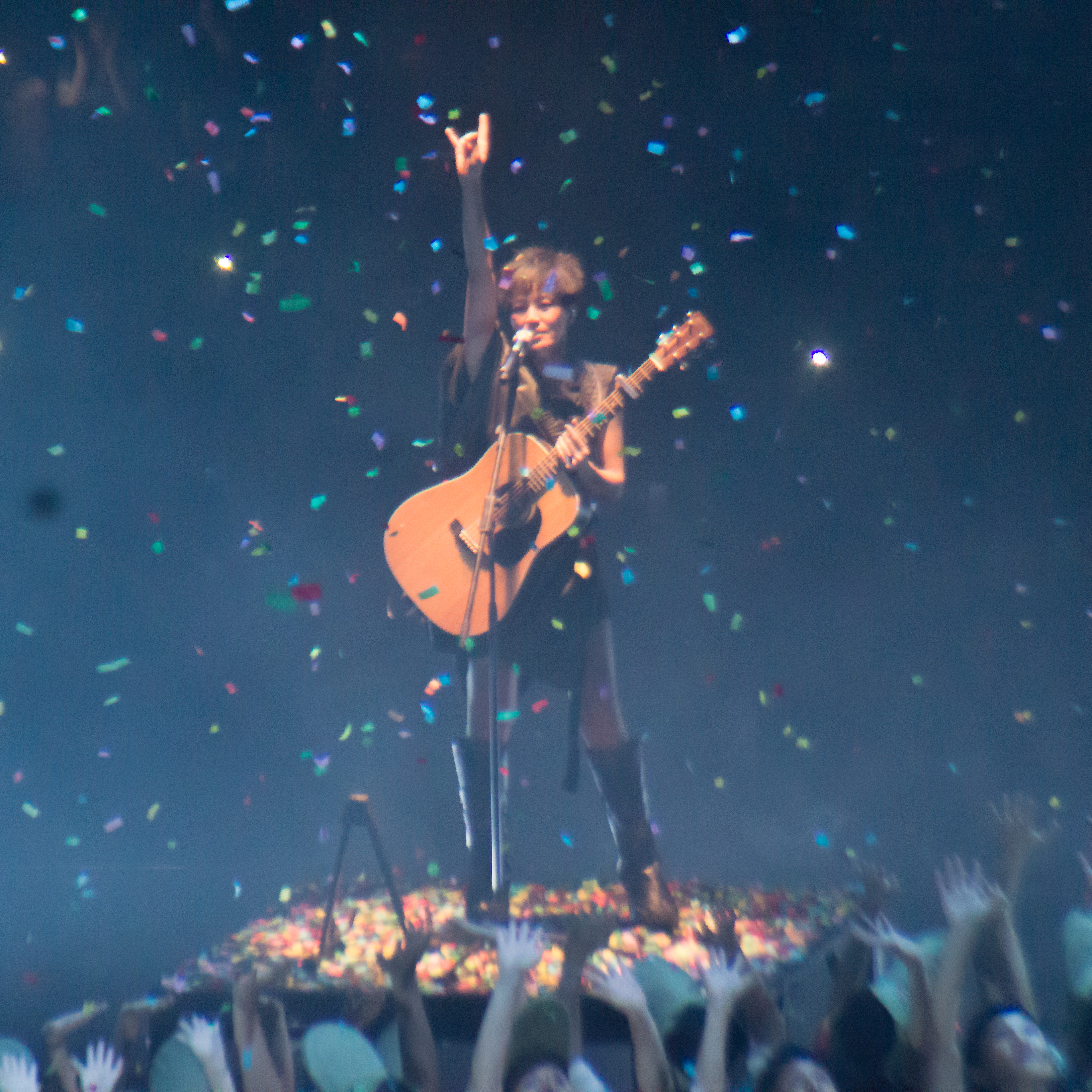
Denise Ho actuant al concert "Dear Friend" el 2016

Del 7 al 10 d'octubre de 2016, Ho va tornar al Coliseum de Hong Kong per al seu primer concert finançat per col·lectiu "Dear Friend". Com que va ser prohibida i a la llista negra per la Xina, Ho no va trobar cap patrocinador poderós que recolzés els seus espectacles. Així que va idear una alternativa de crowdfunding que va anomenar "Togetherly Exclusive". Va convidar persones i petites i mitjanes empreses a prometre patrocini per a l'esdeveniment. Finalment, patrocinat per més de 300 petites empreses i particulars, el concert de quatre dies es va celebrar amb èxit i va revisar 24 dels grans èxits de la cantant.
A prop de finals de 2016, Ho va ser seleccionada per la BBC com una de les "100 dones 2016".
Des de finals del 2017 fins al 2018, va fer una gira mundial anomenada "Dear Self, Dear World", actuant a Gran Bretanya, Taiwan i els Estats Units i Canadà. Originalment tenia previst continuar la gira a Malàisia, però es va veure obligada a cancel·lar-la perquè la seva sol·licitud de visat va ser rebutjada pel Departament d'Immigració de Malàisia.
El maig de 2018, Ho va publicar una nova cançó "Polar", marcant el seu primer intent d'escriure lletres per a una cançó. Al setembre, Ho va col·laborar amb la banda taiwanesa Chthonic en la seva cançó Millennia's Faith Undone, que la va obligar a cantar en hokkien taiwanès. Més tard, també es va publicar una versió acústica de la cançó.
A finals de 2018, va organitzar amb èxit un esdeveniment de sis dies anomenat Festival "On The Pulse Of" al parc científic de Hong Kong. L'esdeveniment és una combinació de mercat local, festival de música i concert de Ho. Va intentar convidar a Chthonic a actuar junts al festival, però la sol·licitud de visat de treball de la banda va ser denegada. Finalment, Ho va aconseguir fer una actuació conjunta a l'escenari amb Chthonic en el seu concert a través del xat de vídeo.
El 2019, Ho va començar a ser un ponent actiu al fòrum internacional de drets humans. El maig de 2019, Ho va ser convidat a participar al Fòrum de la Llibertat d'Oslo. Va fer un discurs sobre el tema "Sota el paraigua: dissidència creativa a Hong Kong" i va interpretar "Polar" al públic. Seguidament, hi ha les protestes del projecte de llei de modificació de la llei contra l'extradició de Hong Kong. Ho, com a estrella del Canto-pop convertida en activista, va tenir cobertura mediàtica mundial gràcies a la seva participació activa en el moviment. El 8 de juliol va assistir a la reunió del Consell de Drets Humans de les Nacions Unides a Ginebra. Durant el seu breu discurs, va demanar al consell que retirés la Xina del cos i convoqués una sessió urgent per protegir els hongkonesos, provocant dues interrupcions per part del delegat xinès Dai Demao. El 20 d'agost, Ho va participar en la Cimera Global anual de la Singularity University (SU) i va fer un discurs principal sobre com la gent de Hong Kong utilitza la tecnologia en els seus moviments socials.
El 29 de desembre de 2021, Ho i cinc persones més vinculades a Stand News, inclosa l'advocada Margaret Ng, van ser arrestades per la policia de Hong Kong sota sospita d'infringir la llei de l'època colonial que cobreix la conspiració per imprimir o distribuir materials sediciosos. Ho és una ciutadana canadenca que va créixer en part a Mont-real; un portaveu del govern canadenc va expressar la seva preocupació per les detencions i va declarar que el Canadà i els seus aliats emetran una declaració.

## Activisme
Quan se li va preguntar sobre els orígens de la seva "passió per la llibertat d'expressió", Ho va respondre al periodista Frédéric Lelièvre de La Presse que probablement era perquè era una adolescent a Mont-real en el moment del referèndum de Quebec de 1995.
Temes LGBT
Ho es va anunciar amb orgull com "tongzhi" (cantonès: tung4 zi3), un terme d'argot xinès per als homosexuals, als 35 anys, a la quarta desfilada anual de l'orgull de Hong Kong el 10 de novembre de 2012.
Sara Gates de The Huffington Post informa que els diferents mitjans de comunicació de Hong Kong havien indicat que Ho va ser la primera "cantant femenina principal a Hong Kong que va sortir de l'armari". Des de llavors, Ho ha participat en el Big Love. Alliance (大愛同盟), un grup de drets civils que lluita per la igualtat de drets per a la comunitat LGBT. Això marca l'inici de la seva implicació en la lluita pels drets LGBT.

Dies després, va veure consternada com el parlament de la ciutat aprovava una moció per llançar una consulta pública sobre la discriminació LGBT.
| « | "No es tractava del matrimoni gai, res greu com això, només intentava fer una enquesta pública i es va bloquejar", va dir. "Estava molt enfadada aleshores, i aquella va ser la primera vegada que vaig veure com d'injust és el sistema, com el govern ho controlava tot". | » |

Ho es va enfrontar a una denegació del visat per part de Malàisia el febrer de 2018, que la va obligar a cancel·lar el concert a l'abril, suposadament relacionat amb la seva posició sobre LGBT i la seva identitat LGBT.

## Activisme a favor de la democràcia

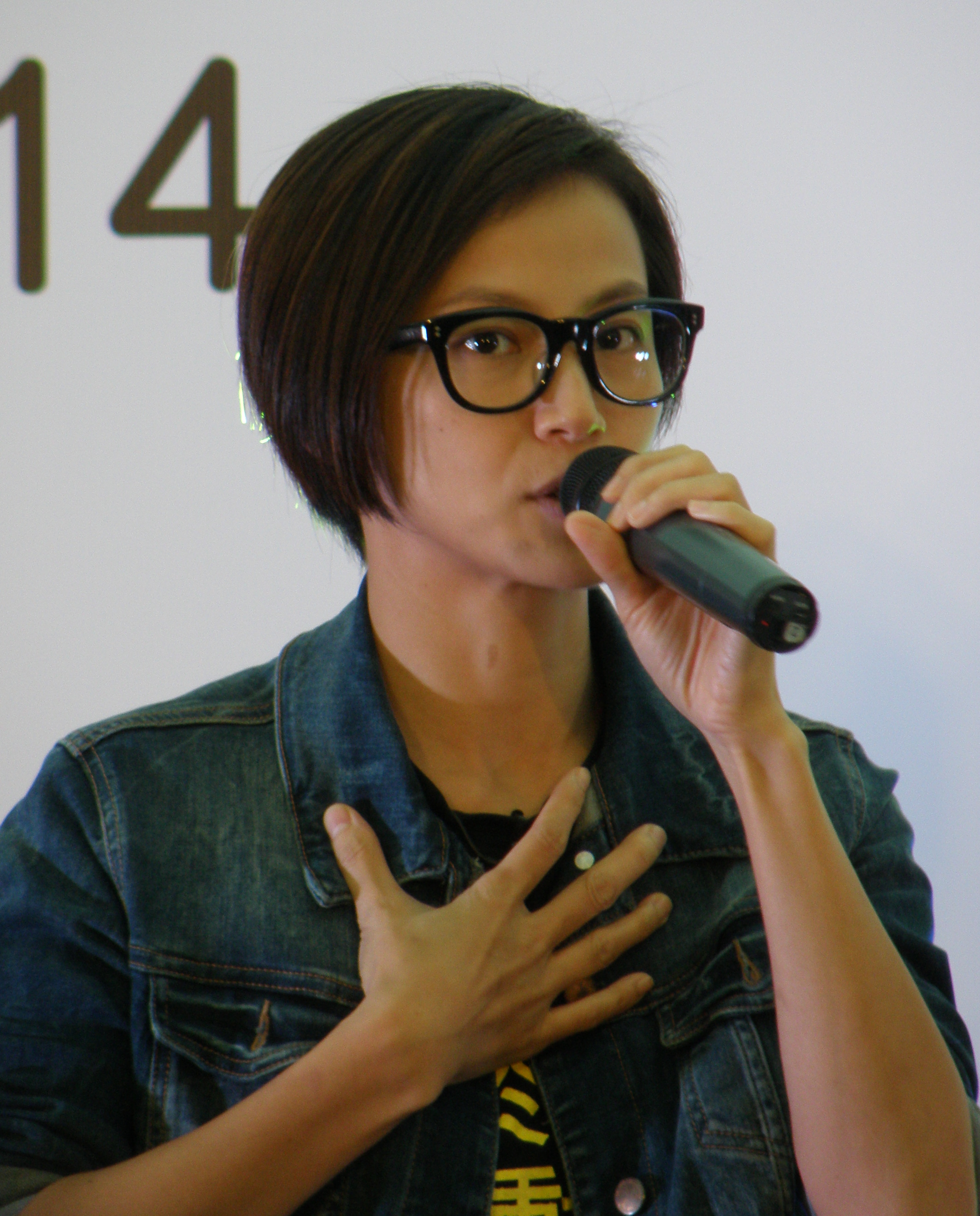
Denise Ho al Umbrella Movement el 2014

El 2014, Ho va deixar clara la seva posició quan la policia va disparar gasos lacrimògens en un intent inútil de dispersar milers de manifestants pro-democràcia, majoritàriament joves, que havien sortit al carrer pel "Moviment dels paraigües".
| « | "Va ser un moment enfurismat per a mi i per a moltes altres persones de Hong Kong", va dir Ho. "Com a celebritat, com a personatge públic, com a adult, has de parlar en suport d'aquests estudiants i d'aquests altres ciutadans de Hong Kong". | » |

Ella mateixa va sortir al carrer, convertint-se en una de les partidaris més obertes del moviment, i una de les últimes a ser arrossegada per la policia quan va netejar els camps de protesta.
El 5 de juny de 2016, la marca francesa de cosmètics Lancôme va cancel·lar un concert promocional de Denise Ho que estava previst que se celebrés el 19 de juny a Sheung Wan.[48] Aquesta acció es va prendre en resposta a una campanya de boicot llançada pel Partit Comunista Global Times, que la va acusar de donar suport a la independència de Hong Kong i el Tibet, i la reacció dels usuaris d'Internet de la Xina continental. Lancôme va afegir, en una publicació a Facebook, que Ho no és un portaveu de la marca. L'acusació del Tibet semblava derivar de la reunió de Ho el maig de 2016 amb el Dalai Lama. Ho diu que el desig dels ciutadans d'autogovernar-se no és un delicte.
Poc després de l'incident de Lancôme, Ho va anunciar una campanya de patrocini públic anomenada "Patrocini exclusiu junts" per al seu concert "Dear Friend" al Coliseu de Hong Kong. Estava previst que se celebrés a l'octubre del mateix any, com a resposta a que les corporacions l'evitessin.
A prop de finals de 2016, Ho va ser seleccionada per la BBC com una de les "100 dones 2016".
El 2019, Ho es va convertir en un ponent actiu al fòrum internacional de drets humans. El maig de 2019, Ho va ser convidat a participar en l'Oslo Freedom Forum, una plataforma global perquè els defensors dels drets humans comparteixin les seves històries. Va fer un discurs sobre el tema "Sota el paraigua: dissidència creativa a Hong Kong" i va interpretar "Polar" al públic assisten.
Seguida d'aquesta va ser la seva resposta a les protestes de la llei de modificació de la llei contra l'extradició de Hong Kong. Ho, com a activista veritablement vibrant, va tenir cobertura mediàtica mundial a causa de la seva suposada participació activa en el moviment.
El 8 de juliol va assistir a la reunió del Consell de Drets Humans de les Nacions Unides (UNHRC) a Ginebra. Va demanar a les Nacions Unides (ONU) i a la comunitat internacional que protegeixin el poble de Hong Kong de les vulneracions de les seves llibertats, dient que els drets humans estaven sota "atac greu" a Hong Kong, i va demanar a l'ONU que retirés la Xina del món humà. Consell de Drets. Segons Ho, la Xina ha participat en segrestos, empresonat activistes, desqualificat legisladors pro-democràcia i restringeix el sufragi universal. El seu discurs va ser interromput dues vegades pel diplomàtic xinès Dai Demao, que va afirmar la sobirania xinesa sobre Hong Kong. Dai va acusar Ho de "[esmentar] Hong Kong al costat de la Xina", cosa que ell va qualificar de "afrontament" i la va acusar d'utilitzar "llenguatge abusiu".
El seu discurs a l'UNHRC va fer referència a les protestes del projecte de llei d'extradició de la Xina i al moviment per la llibertat i la democràcia en curs a Hong Kong. Parlant sobre les protestes, Ho va declarar que la policia es dedica a una força excessiva i que si el govern de Hong Kong continua ignorant les demandes dels ciutadans, el moviment d'oposició continuarà. Durant una entrevista prèvia a la sessió de l'ONU, Ho va qualificar els abusos de Pequín com un problema global i va esmentar el Tibet i Xinjiang com a regions que també pateixen violacions dels drets humans.
El 20 d'agost, Ho va participar en la cimera anual anual de la Singularity University (SU) i va fer una conferència sobre com la gent de Hong Kong utilitza la tecnologia en els seus moviments socials. Va assistir als següents actes: Antídot 2019, festival organitzat per l'Òpera de Sydney; "Be Water: Hong Kong vs China", un seminari coorganitzat amb Badiucao a Melbourne; i el segon "Oslo Freedom Forum" d'aquell, que tindria lloc a Taiwan.

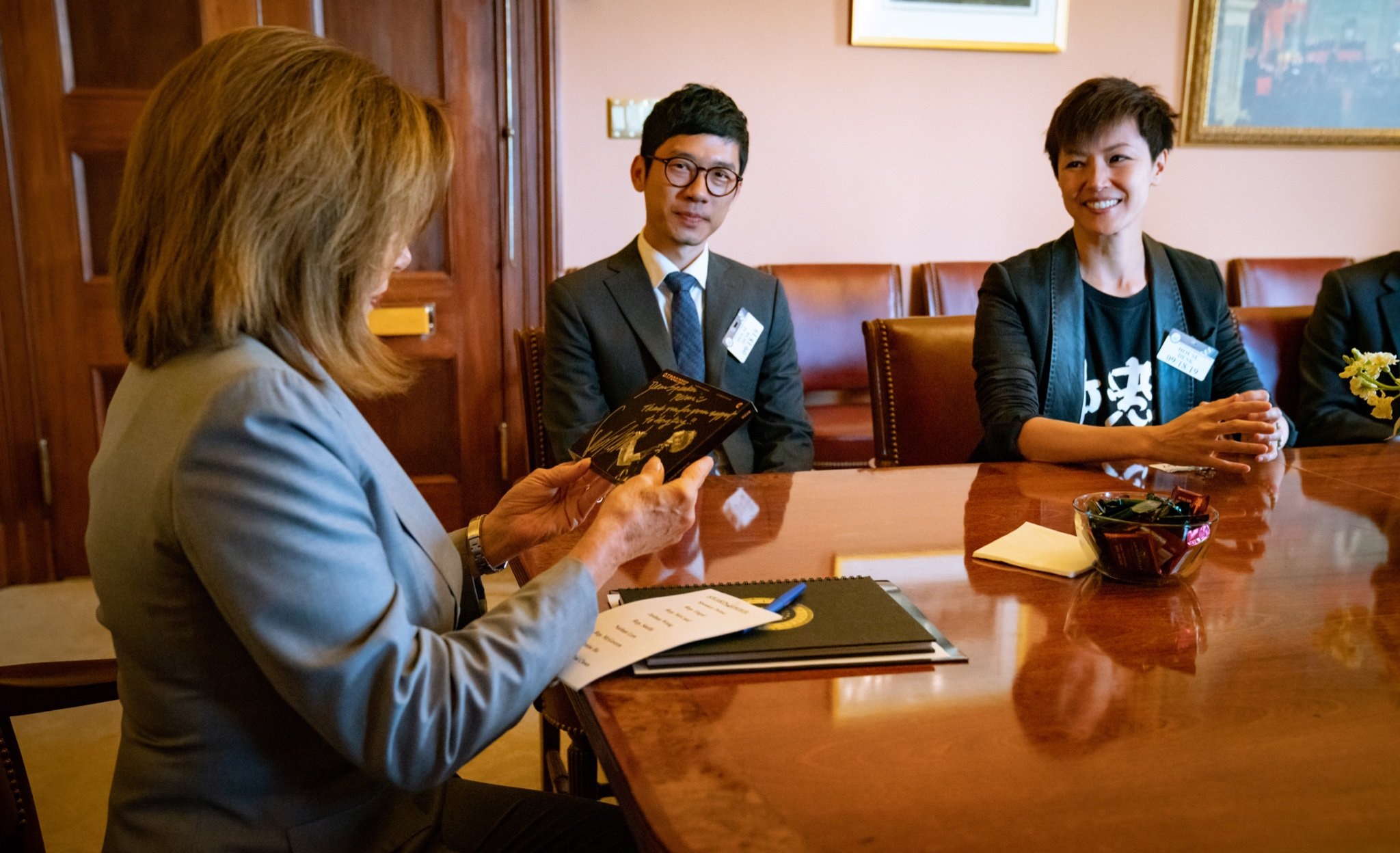
Denise Ho (dreta) i Nathan Law es reuneixen amb la presidenta de la Cambra dels Estats Units, Nancy Pelosi

El 17 de setembre, Ho i altres activistes van participar en una comissió de la Comissió Executiva del Congrés sobre la Xina (CECC) al Capitoli dels Estats Units. Va subratllar que la policia de Hong Kong utilitzava una violència excessiva contra els manifestants i va instar el Congrés dels Estats Units a aprovar la Llei de Drets Humans i Democràcia de Hong Kong. En resposta, el portaveu del Ministeri d'Afers Exteriors xinès, Geng Shuang, va demanar que les legislatures estrangeres no interfereixin en els afers interns de la Xina. Ho va rebutjar això en el seu testimoni, dient: 
| « | "Això no és una súplica per l'anomenada interferència estrangera. Això és una petició per la democràcia." | » |

Una pel·lícula documental de 90 minuts produïda per Sue Williams, Denise Ho: Becoming the Song, va ser estrenada l'1 de juliol de 2020 en solidaritat amb la protesta, commemorant el 23è aniversari del lliurament britànic de Hong Kong a la Xina el 1997.
L'11 de maig de 2022, Ho va ser arrestada sota l'acusació de "coalició amb forces estrangeres" per la policia de seguretat nacional.

## Conferències i xerrades internacionals
- Maig de 2019: Oslo Freedom Forum (Oslo)
- Juliol de 2019: reunió del Consell de Drets Humans de les Nacions Unides (Ginebra)
- Agost de 2019: Cimera global anual de Singularity University (SU) (San Francisco)
- Setembre de 2019 - Antídot 2019 de l'Sydney Opera House (Sydney)
- Setembre de 2019: Seminari "Be Water: Hong Kong vs Xina" amb Badiucao (Melbourne)
- Setembre de 2019 - Fòrum de la Llibertat d'Oslo (Taipei)
- Octubre de 2019 - Oslo Freedom Forum (Nova York)
- Desembre 2019- TEDWomen: brillant i atrevit
- Febrer de 2020- Cimera de Ginebra pels Drets Humans i la Democràcia — (Ginebra)

## Premis i nominacions
Ho ha rebut nombrosos premis. Com a artista en solitari, ha aconseguit el "Premi dels 10 artistes locals més venuts" de l'IFPI durant 9 anys consecutius, convertint-la en una de les artistes més venudes a Hong Kong. També havia guanyat el títol de "Millor cantant femenina" i "La meva cantant femenina preferida" a la CRHK Ultimate Song Chart Awards Presentation durant els últims anys, assegurant-se la seva posició com a una diva del pop líder a la ciutat. En els últims anys, tot i que està a la llista negra de la Xina, ha posat en marxa el seu propi segell discogràfic i ha continuat produint música. El 2019, ha col·laborat amb CHTHONIC, una banda taiwanesa, per fer la cançó "Millennia's Faith Undone". La cançó està nominada com a "Cançó de l'any" als 30è Golden Melody Awards.
Malgrat la seva sòlida carrera musical, també ha fet nombrosos intents en l'àmbit del cinema i el drama. Com una de les actrius principals de la pel·lícula premiada de Johnnie To, "Life Without Principles", havia rebut el reconeixement per la seva actuació aconseguint nominacions i premis a els Hong Kong Film Awards, Golden Horse Awards i Chinese Film Media Awards respectivament.